# Глобус (театр, Рим)
Театр «Глобус» Сильвано Тоти имени Джиджи Пройетти (итал. Il Gigi Proietti Globe Theatre Silvano Toti) — театр в Риме, построенный по образцу шекспировского театра «Глобус» в Лондоне. Находится в парке Вилла Боргезе.

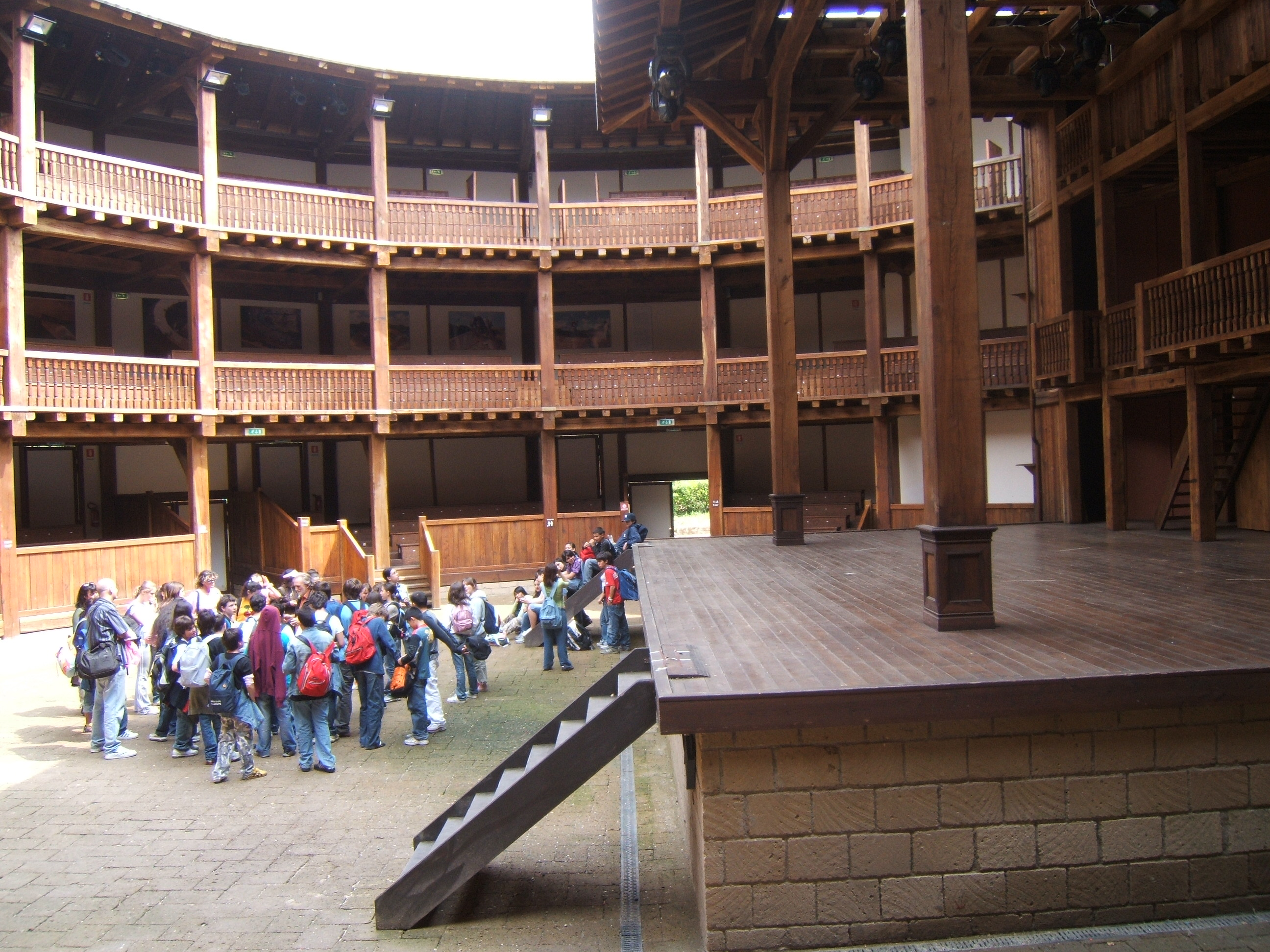
Интерьер театра

Театр был построен всего за три месяца в 2003 году по замыслу римского актёра и режиссёра Джиджи Пройетти, по заказу городской администрации. Он был назван в честь предпринимателя и мецената Сильвано Тоти, фонд имени которого профинансировал данное строительство. После смерти в 2020 году своего основателя Д. Пройетти театр получил также и его имя.
Театр высотой 10 метров построен из древесины привезённого из Арденн скального дуба. Имеет в плане форму кольца наружным диаметром 33 метра, внутренним — 23 метра. Сцена выполнена в виде деревянного помоста с собственной крышей, опирающейся на две колонны. Крыша же над центральной частью зрительного зала сделана раздвижной. Пол — земляной, мощённый туфовой плиткой. Театр вмещает 1200 зрителей, из которых около 400 размещаются стоя или сидя на полу в партере, а остальные — на сидячих местах на трёх ярусах, также выполненных из древесины дуба.
Театр специализируется на пьесах Шекспира в постановке разных режиссёров: Д. Пройетти, М. Мориконе, Д. Сальво, Р. Кавалло и др.
С 2022 в репертуаре театра появилась рубрика: «В „Глобус“ с мамой и папой», объединяющая постановки для самых маленьких зрителей.
Художественным руководителем с момента основания театра в 2003 году до своей смерти 2 ноября 2020 года являлся Джиджи Пройетти. Летом 2022 года этот пост занял музыкант Никола Пьова́ни.
22 сентября 2022 года под зрителями, выходившими после утреннего спектакля для школьников, обрушилась часть наружной деревянной лестницы. 15 человек упали вместе с обломками конструкции с высоты трёх метров, при этом травмы получили 5 взрослых и 7 подростков 16-17 лет. После этого использование здания театра было запрещено по соображениям безопасности. Спектакли театра перенесены на другие площадки, в основном, на сцену римского театра «Олимпико»(ит.).